# 廣東漢劇院
廣東漢劇院，中國廣東漢劇公營藝術院團，1958年在梅州組建。分「廣東漢劇院一團」和「廣東漢劇院青年實驗劇團」（青年團），現任領導是黨委書記兼院長张广武。
劇院主演了古裝廣東漢劇電影《齊王求將》（陶金執導）和彩色現代廣東漢劇電影《一袋麥種》（徐丹執導）。
其他主演作品還有曾到香港巡演的《蝴蝶夢》等多部。